# محمد الجسمي
محمد الجسمي (مواليد 6 أغسطس 1997) لاعب كرة قدم إماراتي يجيد اللعب في الوسط لعب سابقاً مع نادي النصر في دوري الخليج العربي الإماراتي .
مثل نادي النصر في الفئات السنية إلى أن وصل للفريق الأول في عام 2017 و لعب معهم حتى عام 2022 و لعب لاحقاً في نادي دبا الحصن.